# Ituero de Azaba
Ituero de Azaba település Spanyolországban, Salamanca tartományban. Ituero de Azaba El Bodón, Fuenteguinaldo, Puebla de Azaba, Espeja és Campillo de Azaba községekkel határos. Lakosainak száma 199 fő (2024).

## Népesség
A település népessége az elmúlt években az alábbi módon változott:
| Lakosok száma | 288  | 276  | 264  | 239  | 231  | 224  | 233  | 214  | 209  | 199  |
|               | 2001 | 2004 | 2007 | 2009 | 2012 | 2014 | 2017 | 2019 | 2022 | 2024 |